# Unión de Rugby de Rosario
La Unión de Rugby de Rosario o URR è l'organizzazione che governa il gioco del rugby nella città e nei dintorni di Rosario (Argentina) nella parte meridionale Provincia di Santa Fe. Il resto della provincia, però, è sotto la giurisdizione della Unión Santafesina de Rugby. A essa aderiscono, per vicinanza a Rosario, anche alcuni club delle limitrofe province di Córdoba e Buenos Aires

## Storia
Il primo match di rugby in Argentina venne giocato nel 1886 tra la squadra di Rosario dell'Atlético e il  Buenos Aires F.C.. Per i 30 anni successivi l'Atletico fu l'unico club esistente, tanto che nel 1899 fu tra i fondatori dell'Unión de Rugby del Río de la Plata e oggi partecipa al Campionato per club della capitale, facendo parte anche della federazione provinciale di Buenos Aires.
A mano a mano che altri club si aggiungevano, si rese necessario fondare una federazione locale, che fu costituita il 14 agosto 1928, con il nome di Santa Fe Rugby Union, con lo scopo di organizzare il rugby della provincia. I fondatori erano Atlético, Provincial, Universitario, Gimnasia y Esgrima, Newell's Old Boys (ora un club di calcio) e Deportivo Argentino (estinto).
Pur essendo una delle federazioni più piccole rimane la seconda più antica e una delle più potenti e organizzate.
Nel 1929, avendovi aderito altri club della Provincia e della vicina Provincia di Entre Ríos, assunse il nome di Unión de Rugby del Litoral Argentino, nome che manterrà sino al 1953.
Nel 1949 i club del resto della provincia di Santa Fe e della Entre Ríos si staccarono per formare la Unión de Rugby del Río Paranà che ebbe breve vita, dividendosi a sua volta dopo pochi anni nella Unión santafesina de rugby e nellaUnión Entrerriana de Rugby.
Nel 1953 la federazione, rimasta circoscritta alla zona di Rosario, assunse l'attuale denominazione.

## Rappresentativa
L'Unione è rappresentata ne campionato interprovinciale da una selezione, che ha vinto una volta la competizione nel 1965, battendo in finale la selezione di Buenos Aires, e ha disputato ben 16 finali.
Sovente la rappresentativa ha affrontato nazionali straniere in tournée.

### Palmarès
- Campionato argentino
  - Vincitore (1): 1965
  - Finalista (16): 1961, 1962, 1964, 1967, 1968, 1969, 1971, 1972, 1977, 1978, 1979, 1989, 1991, 1993, 2003, 2010

## Competizioni
Sono affiliati 13 club, di cui uno (il Club Atlético del Rosario) disputa però il campionato della capitale.
I rimanenti club disputano l'annuale Torneo del Litoral, una competizione interprovinciale con team della vicina Santa Fe e della Entre Ríos.
Tranne che in una edizione, il titolo è andato a club di Rosario. Esisteva un campionato provinciale, che però dal 2000 è stato sostituito dal Torneo del Litoral. Il torneo provinciale rimane per i livelli giovanili.
Tre volte i club di rosario hanno conquistato il titolo nel torneo nazionale per club: Jockey Club (1997) e Duendes (2004, 2009).

## Club membri
- Duendes Rugby Club
- Club Atlético del Rosario
- Club Gimnasia y Esgrima de Rosario
- Jockey Club de Rosario
- Club Universitario de Rosario
- Old Resian Club
- Club Los Caranchos
- Club Logaritmo Rugby
- Club Atlético Municipal (Marcos Juárez, provincia di Córdoba)
- Club Belgrano de San Nicolás
- Los Pingüinos Rugby Club
- Club de Regatas de San Nicolás (di San Nicolás, provincia di Buenos Aires
- Club Atlético Provincial
- Los Pampas Rugby Club Social (di Pergamino, provincia di Buenos Aires